# Варшавский проезд (Санкт-Петербург)

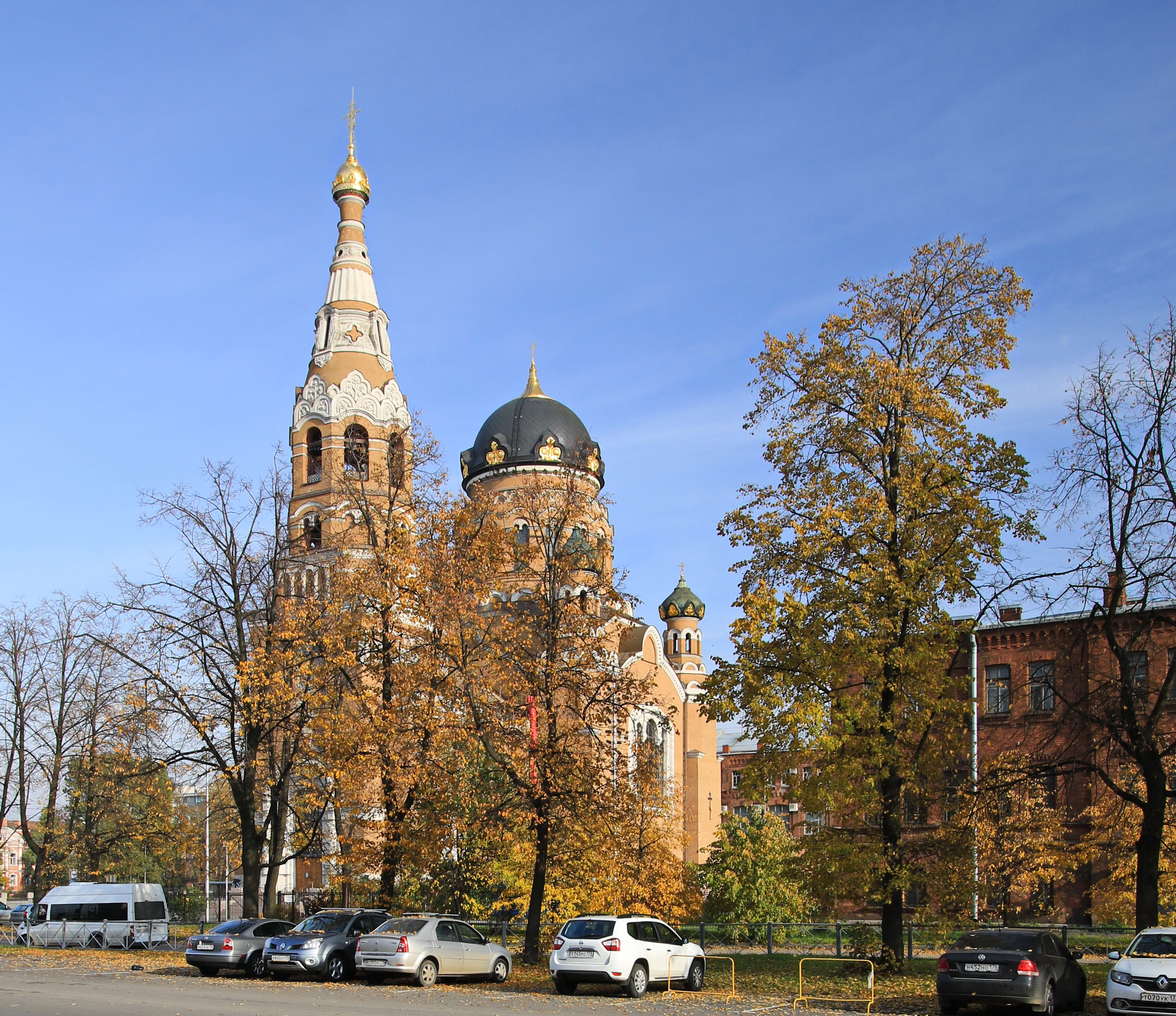
Вид на храм Воскресения Христова со стороны Варшавского проезда

Варша́вский проезд — меридиональный проезд в Адмиралтейском районе Санкт-Петербурга. Проходит от набережной Обводного канала восточнее здания бывшего Варшавского вокзала.

## История
Современно название присвоено проезду 7 июля 1999 года. До этого с 1939 года он назывался проездом Варшавского вокзала.

## Пересечения
Варшавский проезд примыкает к набережной Обводного канала.

## Транспорт
Ближайшие к Варшавскому проезду станции метро — «Балтийская» 1-й (Кировско-Выборгской) линии и «Фрунзенская» 2-й (Московско-Петроградской) линии (около 500 м).
Движение наземного общественного транспорта по проезду отсутствует.
На расстоянии около 500 м от Варшавского проезда находится Балтийский вокзал.

## Общественно значимые объекты
- развлекательно-торговый комплекс «Варшавский экспресс» (бывший Варшавский вокзал) — набережная Обводного канала, дом 118, литера С;
- Храм Воскресения Христова у Варшавского вокзала (у примыкания к набережной Обводного канала) — набережная Обводного канала, дом 116, литера А;
- экспозиция железнодорожной техники Музея Октябрьской железной дороги (вблизи конца проезда).
- Товарная контора Варшавского вокзала — памятник архитектуры. Варшавский проезд, 6.